# Eudocima jordani
Eudocima jordani là một loài bướm đêm thuộc họ Erebidae. Nó được tìm thấy ở New Guinea và Queensland. Con trưởng thành được xem là loài gây hại. Chúng phá hoại quả cây bằng cách đục vỏ để hút nước quả.
Sải cánh dài khoảng 70 mm. Ấu trùng ăn Tinospora smilacina.

## Hình ảnh

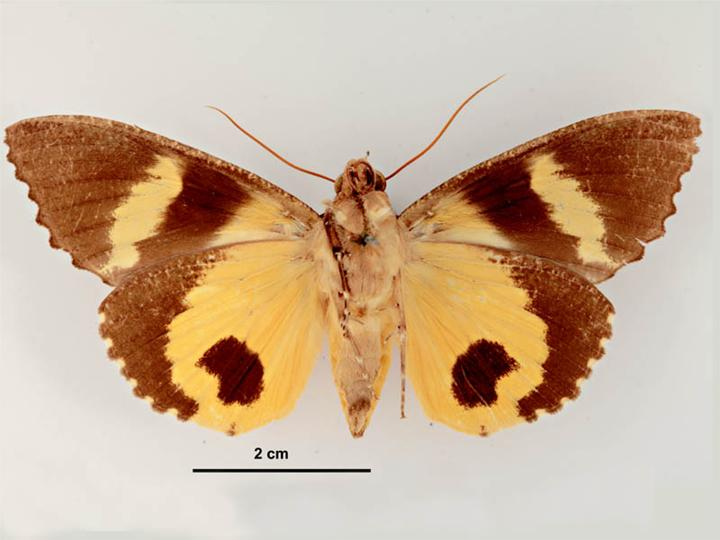
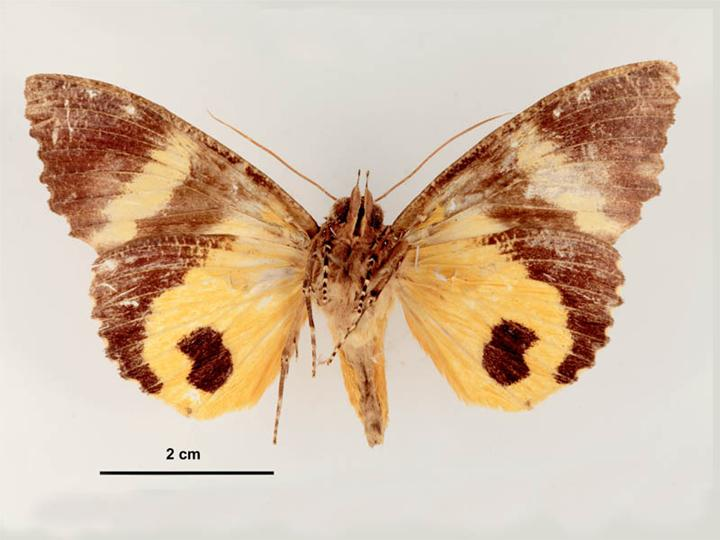